# Cliff Bergere
Cliff Bergere (ur. 6 grudnia 1896 w Toledo, zm. 18 czerwca 1980 w Dade City) – amerykański kierowca wyścigowy.

## Kariera
W swojej karierze Bergere startował głównie w Stanach Zjednoczonych w mistrzostwach AAA Championship Car oraz towarzyszącym mistrzostwom słynnym wyścigu Indianapolis 500, będącym w latach 1923–1930 jednym z wyścigów Grandes Épreuves. W trzecim sezonie startów, w 1929 roku w wyścigu Indianapolis 500 uplasował się na dziewiątej pozycji. W mistrzostwach AAA raz stanął na podium. Z dorobkiem 186 punktów został sklasyfikowany na szóstej pozycji w klasyfikacji generalnej. Trzy lata później stanął na najniższym stopniu podium Indy 500. Uzbierane 400 punktów dało mu szóste miejsce w klasyfikacji mistrzostw. W sezonie 1934 zakończył wyścig na torze Indianapolis Motor Speedway na siódmy miejscu, plasując się ostatecznie na trzynastej pozycji w klasyfikacji generalnej. Do czołówki Amerykanin powrócił w 1937 roku, kiedy w Indy 500 był piąty i w mistrzostwach uzbierał łącznie 335,2 punktu. Dało mu to dziewiąte miejsce w końcowej klasyfikacji kierowców. Największy sukces w karierze przyszedł jednak w 1939 roku, kiedy ponownie stanął na najniższym stopniu podium słynnego wyścigu. Tym razem dorobek 675 punktów wystarczył na czwarte miejsce w mistrzostwach. Ponownie czwartą pozycję zajął w czasie wojny, w 1941 roku, kiedy wystartował jedynie w Indianapolis 500, ale piąte miejsce w tym wyścigu dało mu wystarczającą liczbę punktów.